# Liste der Bodendenkmäler in Bad Kohlgrub
Auf dieser Seite sind die Bodendenkmäler in der oberbayerischen Gemeinde Bad Kohlgrub zusammengestellt. Diese Tabelle ist eine Teilliste der Liste der Bodendenkmäler in Bayern. Grundlage ist die Bayerische Denkmalliste, die auf Basis des Bayerischen Denkmalschutzgesetzes vom 1. Oktober 1973 erstmals erstellt wurde und seither durch das Bayerische Landesamt für Denkmalpflege geführt wird. Die folgenden Angaben ersetzen nicht die rechtsverbindliche Auskunft der Denkmalschutzbehörde.

## Bodendenkmäler der Gemeinde

### Bodendenkmäler im Ortsteil Bad Kohlgrub
| Lage                                        | Objekt | Akten-Nr.     | Bild                                 |
| ------------------------------------------- | --- | ------------- | ------------------------------------ |
| Bad Kohlgrub St.-Martin-Straße 1 (Standort) | Pfarrkirche St. Martin Untertägige mittelalterliche und frühneuzeitliche Befunde im Bereich der Katholischen Pfarrkirche St. Martin in Bad Kohlgrub und ihrer Vorgängerbauten. | D-1-8332-0021 | weitere Bilder                       |
| Bad Kohlgrub (Standort)                     | Hofwüstung der frühen Neuzeit (Obernau). | D-1-8332-0046 |                                      |
| Bad Kohlgrub (Standort)                     | Untertägige frühneuzeitliche Befunde im Bereich der Kapelle St. Rochus bei Bad Kohlgrub mit ehemalige Pestfriedhof.                                                            | D-1-8332-0052 | Untertägige frühneuzeitliche Befunde |